# Houw (Nederland)
Houw (Fries: Hou) is een voormalige buurtschap in de gemeente Súdwest-Fryslân, in de Nederlandse provincie Friesland. Houw lag tussen Zurich en Cornwerd aan de Houwdijk, net onder het huidige knooppunt Zurich. Op de plaats van de buurtschap staat een boerderij met de naam Houw en een vakantiewoning.  
In de directe omgeving bevinden zich de A7, de Waddenzee en het IJsselmeer. 
De buurtschap werd in 1543 al gespeld als Houwe  en Houwen. Rond 1700 kwam de vermelding  't Houw voor en in 1853 Het Houw. De plaatsnaam verwijst naar het feit dat het oorspronkelijk een bewoonde hof was.
Ten oosten van Houw staan vanaf 2022 een aantal windturbines in Windpark Nij Hiddum-Houw.